# A Margarita Animada
A Margarita Animada, cujo título completo é A Margarita animada; idéa moral, política e histórica de três estados, discursada na vida da veneravel Margarida de Chaves, natural da cidade de Ponta Delgada, na ilha de S. Miguel, com a descripçáo da mesma ilha, é uma obra de natureza histórica, de autoria do capitão de Ordenanças Francisco Afonso de Chaves e Melo (1685-1747).
Foi publicada em Lisboa no ano de 1723,, na Oficina de António Pedroso Galrão. Embora aparentemente escrita anos antes, com o objetivo de manter viva a memória da sua venerável antepassada Margarida de Chaves, cujo processo de canonização o autor ainda acalentava reavivar, compreende ainda uma larga compilação de informações históricas sobre a cidade de Ponta Delgada e a sua fundação.
Com uma edição de pequena tiragem, a obra transformou-se numa raridade bibliográfica, até ser reeditada em 1994 pelo Instituto Cultural de Ponta Delgada, com comentário e anotações de Nuno A. Pereira e Hugo Moreira.
A obra apresenta interesse por introduzir dois fatores inéditos na historiografia açoriana:
- é a primeira obra de natureza histórica no arquipélago cujo autor não é membro do clero; e
- é o primeiro trabalho de natureza temática, pois apenas se dedica à biografia da religiosa e à cidade de Ponta Delgada.[2]